# Abbeville-Saint-Lucien
Abbeville-Saint-Lucien è un comune francese di 543 abitanti situato nel dipartimento dell'Oise della regione dell'Alta Francia.

## Società

### Evoluzione demografica
Abitanti censiti